# Глизе 667 C f
Глизе 667 C f — экзопланета в середине обитаемой зоны у звезды Глизе 667 C в тройной системе Глизе 667. Планета удалена от Земли на ~ 22,7 световых лет.

## Орбита
Планета обращается вокруг красного карлика Глизе 667 C на расстоянии 0,16 а. е., её орбитальный период составляет 39,1 земных суток.

## Характеристики
Масса планеты — 3,12 масс Земли. Экзопланета принадлежит к классу суперземель.